# Stora Björnsjön
Stora Björnsjön (engelska Great Bear Lake, slavey Sahtú, franska Grand lac de l'Ours) är en sjö i nordvästra Kanada i Northwest Territories i distriktet Mackenzic. Den är Kanadas största, Nordamerikas fjärde största, och världens åttonde största sjö. Sjön har en yta på 31 300 km² och dess största djup är 446 meter. Genomsnittsdjupet är 82 meter. Strandlinjen är 2 719 kilometer lång. Det enda samhället runt sjön är Deline. Sjön mynnar ut genom Stora Björnfloden till Mackenziefloden. I sjön finns det gott om laxartade fiskar så som den nordamerikanska strupsnittsöringen, regnbåge, harr, sik, diverse laxar och även kanadaröding. Stora björnsjön är täckt av is från sen november till juli. En isväg används då för att föra förnödenheter till Decline. Under dess fyra isfria månader är den en viktig transportled. Indianstammen Dogrib bodde i området mellan Stora björnsjön och Stora slavsjön.
Stora Björnsjön ligger mellan två stora fysiografiska regioner: Kazanregionshöglandets del av den Kanadensiska skölden och de inre slätterna. Från början var sjön en del av förglaciära dalar som blev omformade av erosion från is under pleistocen. 